# Diodati (cognome)
Diodati è un cognome di lingua italiana.

## Varianti
Dati, Datini, Dato, Deodati, Deodato, Di Dato, Diodata, Diodato, Lo Dato.

## Origine e diffusione
Il cognome è tipicamente centro-meridionale.
Potrebbe derivare dal prenome Adeodato. In quanto di esplicito rimando teoforico, è affine ai cognomi Di Dio, Dioguardi, Diotallevi, Mantegna e Vacondio; potrebbe inoltre presentare affinità con i cognomi Donadio e Donato.
La variante Diodato è campana; Deodato è toscano; Dato è panitaliano; Di Dato e Lo Dato sono meridionali.

## Persone
- Arrigo Diodati (1926-2013) – partigiano italiano
- Carlo Diodati (1541-1625) - imprenditore italiano, padre di Giovanni Diodati
- Domenico Diodati (1736-1801) - archeologo italiano
- Francesco Paolo Diodati (1864-1940) - pittore italiano
- Giovanni Diodati (1576-1649) – teologo italiano
- Giuseppe Maria Diodati (1750-1790) - librettista italiano
- Viola Diodati (1991) – cestista italiana